# Bitwa pod Krosnem Odrzańskim
Bitwa pod Krosnem nad Odrą – rozegrała się w ramach konfliktu polsko-niemieckiego w 1015 roku między armią cesarza Henryka II a polskimi siłami dowodzonymi przez syna Bolesława Chrobrego, Mieszka, broniącymi przeprawy przez Odrę.
Obrona polska została przełamana i 3 sierpnia wojsko niemieckie przekroczyło Odrę. Zwycięstwo sił cesarskich nie przyniosło im jednak sukcesu strategicznego. Wskutek dywersji rycerstwa morawskiego walczącego po stronie polskiej, nie dotarło do cesarza obiecane wsparcie czeskiego księcia Udalryka. Cesarz, zagrożony atakiem wojsk polskich na Miśnię, został zmuszony do odwrotu na lewy brzeg Odry. Tam, na ziemi Dziadoszan, armia cesarska stoczyła bitwę z pościgiem Bolesława.